# Estructures funeràries megalítiques a Tavertet
Les estructures funeràries megalítiques a Tavertet, Osona, reflecteixen un mateix patró d'inhumació característic del Neolític mitjà, fet pel qual s'engloben en la categoria de megalitisme. En l'àmbit descriptiu, presenten un patró constructiu molt similar, consten d'una cambra central recoberta per un túmul de terra limitat per un anell perimetral format per un conjunt lloses.

## Context històric
A Catalunya, durant el V mil·lenni aC, les societats prehistòriques van experimentar grans canvis, que s'evidenciaran sobretot en els nous ritus i modes funeraris. Posteriorment, a partir del Neolític mitjà ple es van constituir al territori català les tombes megalítiques, les quals s'han diferenciat en 4 classes segons la seva morfologia i ubicació: trobem les cistes neolítiques enterrades al Solsonès, els sepulcres de corredor antics a l'Empordà, els sepulcres de corredor evolucionats o galeries catalanes a la Catalunya sud i finalment els dòlmens simples o caixes megalítiques. Trobem però, que en el període del Neolític antic postcardial i el Neolític mitjà inicial es documenten les primeres manifestacions funeràries vinculades amb el Megalitisme. Aquestes són les cistes neolítiques amb túmul del tipus Tavertet, Vilanera, i Caramany.

## Context geogràfic
El municipi de Tavertet es troba al nord-est de la comarca d’Osona, situat entre les serralades Prelitoral i Transversal catalanes i limitant a l'oest amb la Plana de Vic i al sud amb la vall de Sau i les Guilleries. Com podem observar, el territori es conforma per una plataforma elevada que oscil·la entre els 800 i els 1.100m d’altitud i el seu relleu és dibuixat pel pas del riu Ter, el qual crea un seguit de cingles. Històricament i en l’actualitat és una zona on l’activitat agroramadera (principalment bestiar boví) hi té molta importància, ja que se situen en una àrea de pas tradicionalment utilitzada, el camí que uneix la Plana de Vic amb les planes d’en Bas i la Garrotxa. Darrerament, cal destacar que en conseqüència la majoria d’estructures funeràries s'han vist alterades.

## Estructures funeràries
| JACIMENT             | INTERVENCIÓ ARQUEOLÒGICA                                                   | DESCRIPCIÓ                                                                           |
| -------------------- | -------------------------------------------------------------------------- | ------------------------------------------------------------------------------------ |
| Font de la Vena      | J. Castells, W. Cruells i M. Molist (1985-1986).                           | Túmul amb anella i una cambra central.                                               |
| Sant Corneli         | R. Batista, J.M. Nolla i J. M. Nuix (1972).                                | Túmul limitat per un cromlec i una cambra rectangular subdividida o doble.           |
| Can Tafura           | M. Cassany, J. Surroca i R. Batista (1961).                                | Túmul molt erosionat, sense referències d'anella, i una cambra rectangular.          |
| Collet de Rajols     | Museu de Vic (principis s.XX). J. Castells, W. Cruells i M. Molist (1988). | Túmul delimitat per un anell cromlec i dues cambres fusionades o una cambra central. |
| La Rambla            | Prospecció per J. Castells, W. Cruells i M. Molist (1986).                 | Túmul limitat per un cromlec i diverses lloses que podrien conformar la cambra.      |
| Rajols I i Rajols II | Localitzats i excavats per Gudiol i Colomines abans de 1920.               | No s'ha conservat documentació. Destruïts durant tasques de desforestació.           |
| Padró I i Padró II   | J. Castells, W. Cruells i M. Molist (1986-1988).                           | Túmul amb anella i dues cambres centrals superposades.                               |
| Pineda de la Serra   | GRAMPO (2019-2021).                                                        | Túmul amb anella i una cambra central.                                               |

Centrant-nos en les estructures, actualment, a l'àrea de Tavertet se n'ha documentat un total de 8, però a causa de la gran extensió territorial de la zona no es descarta que en puguin aparèixer de noves. De les conegudes fins ara, la gran majoria han estat estudiades mitjançant excavacions arqueològiques efectuades als anys vuitanta per l'equip d'en Josep Castells, Walter Cruells i en Miquel Molist. No obstant, cal destacar el cas de l'estructura de La Rambla, on només s'ha realitzat una prospecció pel mateix equip; i el cas de Rajols I i II, el qual va ser excavat a principis del s.XX, però no se n'ha conservat la documentació, més enllà de fragments de sílex i ceràmica. A part, els darrerament esmentats es van destruir posteriorment durant unes tasques de desforestació.
A escala descriptiva, les estructures funeràries presenten un patró constructiu molt similar. Primerament, es construïa la cambra mitjançant grans blocs de pedra que conformaven una estructura rectangular o quadrangular. Seguidament, es cobria la cambra amb un túmul format per terres. Finalment, el perímetre del túmul s'encapçalava per un anell format també per lloses, tanmateix aquestes eren de dimensions més reduïdes.
A continuació es descriuran les estructures més destacades:

### Font de la Vena
Font de la Vena, inclòs a l'Inventari del Patrimoni Arqueològic i Paleontològic de Catalunya. S'ha pogut excavar en la seva totalitat i és una estructura que destaca perquè conserva les tres parts de la sepultura (cambra, túmul i anella). La cambra, estava formada per quatre lloses que constituïen una estructura rectangular tancada, però malauradament es va trobar buida. Per contra, al túmul s'hi localitzen dos vasos montboló (una tipologia ceràmica feta a mà i amb acabat pentinat/allisat) i diversos elements lítics: 2 puntes de sageta, diverses ascles i restes de talla.

### Sant Corneli

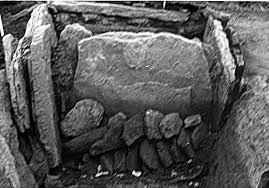
Cista neolítica amb túmul que forma part del jaciment de St. Corneli, Tavertet (Osona)

Sant Corneli, declarat bé cultural d'interès local. S'ha excavat en la seva totalitat exceptuant que una part del túmul és coberta per l'ermita de Sant Corneli. Aquesta estructura destaca per una cambra rectangular subdividida i una petita galeria catalana que s'igualaria a l'alçada de la cambra. Segons les fonts orals d'un dels arqueòlegs que la va excavar, el terra de la cambra era enllosat, suposant així l'únic cas de tota l'àrea de Tavertet. En quan al túmul, aquest es va identificar parcialment envaït per l'ermita, i és limitat per un cromlec format per tres filades de pedres. Respecte a les restes materials, cal destacar que no van ser publicades pels arqueòlegs de l'excavació, però un veí de la zona ha identificat en superfície a la zona del túmul, diversos fragments de ceràmica i fragments de sílex, alguns dels quals presenten retoc.

### El Padró (Padró I i Padró II)
El Padró, inclòs a l'Inventari del Patrimoni Arqueològic i Paleontològic de Catalunya, suposa de les estructures més espectaculars del conjunt de Tavertet per la seva posició dominant, la gran potència del túmul (de 22m de diàmetre amb una alçada al centre de 2m) i l'espectacular anella-cromlec de llosetes verticals en forma de paret tombada. La característica més significativa que trobem al Padró és la superposició de cambres. D'una banda, la del Padró I datada del Bronze Mitjà, i per l'altra la del Padró II del Neolític mitjà-antic. Aquest tret indica la importància d'aquests monuments megalítics al llarg de la prehistòria i el seu reaprofitament per les societats prehistòriques.

### Pineda de la Serra
Pineda de la Serra és l'estructura megalítica de Tavertet amb la intervenció arqueològica més recent (2019-2021). L'interessant d'aquesta sepultura és la seva localització, ja que es troba força apartada del conjunt de sepultures de Tavertet. A part, les lloses de la cambra s'han localitzat desplaçades per accions de desforestació i la cambra es troba alterada, però el túmul i l'anella es troben complets. Respecte als materials arqueològics per ara no se'n té constància perquè es roman a l'espera de la publicació dels resultats.

## Interpretació

### Problemàtiques
El megalitisme ha suposat una de les línies d'investigació més importants al llarg de la prehistòria catalana, per això el seu estudi presenta diversos problemes. El primer i més rellevant és que durant anys s'ha estudiat en paral·lel a les restes associades, fet que ha portat a incloure les estructures i els materials dins d'una mateixa "cultura megalítica". A part, la investigació també s'ha centrat des de sempre en la caracterització tipològica de les estructures megalítiques. D'aquesta manera s'han determinat els 4 tipus d'estructures anomenats anteriorment, ordenats seguint un esquema evolutiu. Això ha portat a crear unes bases cronològiques poc segures, sobretot d'acord amb l'escàs registre arqueològic. Finalment, moltes d'aquestes estructures han desaparegut a causa d'accions antròpiques, com per exemple, les accions de desforestació massiva.

### Discussió
Prèviament, cal destacar que la interpretació de les restes és molt limitada a causa de l'escassetat del registre. Així i tot, el fet de conservar principalment les estructures, ha permès plantejar-ne diverses discussions. En primer lloc, la possible relació de la distribució espacial de les sepultures amb els camins ramaders de transhumància entre la Plana de Vic i les Planes d'en Bas i la Garrotxa. En segon lloc, s'ha definit el conjunt de sepulcres en una mateixa unitat geogràfica i unes mateixes característiques estructurals, com a espai funerari o necròpolis. Tanmateix, queda una hipòtesi oberta segons si hi havia o no una contemporaneïtat entre les estructures. Dins una mateixa línia, s'ha plantejat una nova línia de recerca per identificar la possible relació entre necròpolis (estructures funeràries) i hàbitat. Finalment, cal destacar que les estructures de Tavertet presenten un cert paral·lelisme a escala morfològica amb la necròpolis de Can Ginebre a Caramany (Pirineus Orientals, França). Amb això es planteja una darrera qüestió a la llarga distància que separa ambdues zones segons la consideració de possibles xarxes d'intercanvi transpirinenques.